# 華信地產財務
華信地產財務有限公司，(英語：SOUTHEAST ASIA PROPERTIES & FINANCE LIMITED，港交所：0252)，是在1972年由菲律賓華僑蔡乃競家族創立，也同年在香港交易所主板上市。現時主要業務物業投資、股票、酒店及製造業。
主要資產也分佈了菲律賓、香港、中國等地區。而董事會主席為蔡乃端。
2015年5月，華信地產財務以3.36億港元向陽光房地產基金收購恒港中心。

## 外部連結
- 華信地產財務 （页面存档备份，存于）